# Ausburger Hof (facción)
Augsburger Hof era el nombre de una facción de la mitad de la Asamblea Nacional de Fráncfort que existió desde septiembre de 1848.

## Nombre y cargos políticos
Como ocurre con la mayoría de los grupos parlamentarios de la Asamblea Nacional, el nombre hace referencia al lugar de reunión habitual de los miembros de los parlamentarios en Fráncfort del Meno. Fue en la taberna de vinos de la corte de Augsburgo junto al Trierischer Hof en la esquina de Trierischer Plätzchen y Töngesgasse, el hogar de los comerciantes de Augsburgo en la ciudad durante las ferias comerciales.
El Augsburger Hof era una escisión de parlamentarios más conservadores de la facción liberal de izquierda Württemberger Hof. Los miembros de la facción apoyaron la solución de la "Pequeña Alemania" y abogaron por una monarquía constitucional.

## Miembros
La facción incluía a políticos como Karl Biedermann, August Emmerling, August Friedrich Gfrörer, Carl Joseph Anton Mittermaier, Robert von Mohl, Julius Ostendorf, Gabriel Riesser, Gustav von Rümelin, Gustav von Schlör, Philipp Wilhelm Wernher, Gustav Adolf Harald Stenzel y Adolf von Zerzog.